# Trinity (Nederlandse band)
Trinity is een Nederlandse worldbeat-band en gospelband die bestaat uit vier personen: de broers Johan, Elbert en Niek Smelt, en hun vriend Bert Bos.

## Ontstaan
De band Trinity ontstond in 2003 en heeft op vele verschillende podia gestaan. De gebroeders Smelt zijn grotendeels opgegroeid in Peru, en de Zuid-Amerikaanse invloeden zijn, samen met wat Keltische klanken, terug te horen in hun muziek. Zo hebben ze samengewerkt met de Keniase Neema Ntalel. Verder kenmerkt hun muziek zich door het gebruik van allerhande wereldmuziek zoals Afrikaanse beats. Hun nummers zijn in het Spaans, Engels en op hun eerdere albums ook in het Nederlands en bevatten voor een aanzienlijk deel christelijke thema's.
Enkele grote optredens waren op het hoofdpodium van het Xnoizz Flevo Festival in 2010 en 2012, en de EO-Jongerendag in 2013 en 2016. Hiernaast speelde de band in Duitsland op het Himmelfarht Festival, het CREA Festival in Zwitserland en in België op Festicert. Ook heeft de band opgetreden in Rusland, Gambia, Senegal, Frankrijk, Engeland en Ierland. 
In 2014 werd het album Mundo bekroond met de Zilveren Duif Award. Twee jaar eerder had Trinity ook al een Zilveren Duif gewonnen met het album Que mas. Trinity won in 2016 een Zilveren Duif voor het album Desert Rain. In 2019 wint Trinity tweemaal een Zilveren Duif voor het album The in Between. Dit in de categorieën: Pop- of Rockalbum van het jaar en Universal Music Publishing album van het jaar. Begin 2021 bracht de band hun Nederlandstalige album Een grote familie uit onder hun Wereldwijs-tak.

## Discografie

### Albums
- Inicio (2007)
- Cada Dia (2009)
- Este Momento (2010)
- Pueblos Todos (live) (2011)
- Qué Mas (2012)
- Mundo (2014) (bereikte nummer 17 in de Album top 100)
- Desert Rain (2016)
- Live from Theaters, Clubs & Campfires (2017)
- The in between (2018)
- Trinity Street (2022)[4]

### Singles en ep's
- Ik wens jou (2015)
- Wereldvreemd (2017) - met Elly & Rikkert
- It Is Christmas/Masterpiece of Love (2018)
- Het is kerstfeest/Meesterwerk van Liefde (2018)
- Alive Again (2018)
- Wherever We Go (2019)
- Living To Love (2019)
- Are You (2019)
- Anthem of Love (2019)
- Als je wilt gaan reizen (2019)
- Ik ben van jou, en jij van mij (2020)

### Groot Nieuws Radio Top 1008
| Nummers met noteringen in de Groot Nieuws Radio eindejaarslijst Top 1008 | Nummers met noteringen in de Groot Nieuws Radio eindejaarslijst Top 1008 | Nummers met noteringen in de Groot Nieuws Radio eindejaarslijst Top 1008 | Nummers met noteringen in de Groot Nieuws Radio eindejaarslijst Top 1008 | Nummers met noteringen in de Groot Nieuws Radio eindejaarslijst Top 1008 | Nummers met noteringen in de Groot Nieuws Radio eindejaarslijst Top 1008 | Nummers met noteringen in de Groot Nieuws Radio eindejaarslijst Top 1008 | Nummers met noteringen in de Groot Nieuws Radio eindejaarslijst Top 1008 | Nummers met noteringen in de Groot Nieuws Radio eindejaarslijst Top 1008 | Nummers met noteringen in de Groot Nieuws Radio eindejaarslijst Top 1008 | Nummers met noteringen in de Groot Nieuws Radio eindejaarslijst Top 1008 | Nummers met noteringen in de Groot Nieuws Radio eindejaarslijst Top 1008 | Nummers met noteringen in de Groot Nieuws Radio eindejaarslijst Top 1008 | Nummers met noteringen in de Groot Nieuws Radio eindejaarslijst Top 1008 | Nummers met noteringen in de Groot Nieuws Radio eindejaarslijst Top 1008 |
| Lied                                                                     | ’11                                                                      | ’12                                                                      | ’13                                                                      | ’14                                                                      | ’15                                                                      | ’16                                                                      | ’17                                                                      | ’18                                                                      | ’19                                                                      | '20                                                                      | '21                                                                      | '22                                                                      | '23                                                                      | '24                                                                      |
| ------------------------------------------------------------------------ | ------------------------------------------------------------------------ | ------------------------------------------------------------------------ | ------------------------------------------------------------------------ | ------------------------------------------------------------------------ | ------------------------------------------------------------------------ | ------------------------------------------------------------------------ | ------------------------------------------------------------------------ | ------------------------------------------------------------------------ | ------------------------------------------------------------------------ | ------------------------------------------------------------------------ | ------------------------------------------------------------------------ | ------------------------------------------------------------------------ | ------------------------------------------------------------------------ | ------------------------------------------------------------------------ |
| 4x4                                                                      | -                                                                        | -                                                                        | -                                                                        | 770                                                                      | 909                                                                      | -                                                                        | -                                                                        | -                                                                        | -                                                                        | -                                                                        | 885                                                                      | -                                                                        | -                                                                        | -                                                                        |
| Alive Again                                                              | *                                                                        | *                                                                        | *                                                                        | *                                                                        | *                                                                        | *                                                                        | *                                                                        | 164                                                                      | 389                                                                      | 578                                                                      | 588                                                                      | 667                                                                      | 285                                                                      | 634                                                                      |
| Are You                                                                  | *                                                                        | *                                                                        | *                                                                        | *                                                                        | *                                                                        | *                                                                        | *                                                                        | 525                                                                      | 720                                                                      | -                                                                        | -                                                                        | -                                                                        | -                                                                        | -                                                                        |
| Armadura                                                                 | 992                                                                      | 986                                                                      | -                                                                        | -                                                                        | -                                                                        | -                                                                        | -                                                                        | -                                                                        | -                                                                        | -                                                                        | -                                                                        | -                                                                        | -                                                                        | -                                                                        |
| A tu lado (Ft. Roberto Rosso, Xonar & Gidi)                              | *                                                                        | *                                                                        | *                                                                        | *                                                                        | *                                                                        | *                                                                        | *                                                                        | *                                                                        | *                                                                        | 79                                                                       | 479                                                                      | 479                                                                      | 561                                                                      | 681                                                                      |
| Back to The Hartwell                                                     | *                                                                        | *                                                                        | *                                                                        | *                                                                        | *                                                                        | *                                                                        | *                                                                        | *                                                                        | *                                                                        | *                                                                        | *                                                                        | *                                                                        | 934                                                                      | -                                                                        |
| Carino Latino                                                            | 106                                                                      | 665                                                                      | 926                                                                      | 309                                                                      | 538                                                                      | -                                                                        | -                                                                        | -                                                                        | -                                                                        | -                                                                        | -                                                                        | -                                                                        | -                                                                        | -                                                                        |
| Come Together                                                            | *                                                                        | 327                                                                      | -                                                                        | -                                                                        | -                                                                        | -                                                                        | -                                                                        | -                                                                        | -                                                                        | -                                                                        | -                                                                        | -                                                                        | -                                                                        | -                                                                        |
| Eén Grote Familie                                                        | *                                                                        | *                                                                        | *                                                                        | *                                                                        | *                                                                        | *                                                                        | *                                                                        | *                                                                        | *                                                                        | *                                                                        | 815                                                                      | -                                                                        | -                                                                        | -                                                                        |
| Eres Todopoderoso                                                        | 480                                                                      | 471                                                                      | 495                                                                      | 248                                                                      | 434                                                                      | 652                                                                      | 473                                                                      | 424                                                                      | 627                                                                      | 722                                                                      | -                                                                        | -                                                                        | -                                                                        | -                                                                        |
| Fiesta Celestial                                                         | *                                                                        | 3                                                                        | 8                                                                        | 35                                                                       | 64                                                                       | 96                                                                       | 89                                                                       | 72                                                                       | 92                                                                       | 114                                                                      | 187                                                                      | 205                                                                      | 81                                                                       | 71                                                                       |
| Fly My Song                                                              | 586                                                                      | 855                                                                      | 536                                                                      | 914                                                                      | 474                                                                      | -                                                                        | -                                                                        | -                                                                        | -                                                                        | -                                                                        | -                                                                        | -                                                                        | -                                                                        | -                                                                        |
| Freedom I Want                                                           | *                                                                        | -                                                                        | 141                                                                      | 114                                                                      | 151                                                                      | 324                                                                      | 311                                                                      | 328                                                                      | 488                                                                      | 499                                                                      | 730                                                                      | 521                                                                      | 167                                                                      | 345                                                                      |
| Girasol                                                                  | 830                                                                      | -                                                                        | -                                                                        | -                                                                        | -                                                                        | -                                                                        | -                                                                        | -                                                                        | -                                                                        | -                                                                        | -                                                                        | -                                                                        | -                                                                        | -                                                                        |
| I Carry Your Heart (ft. Neema Ntalel)                                    | *                                                                        | *                                                                        | *                                                                        | *                                                                        | *                                                                        | 157                                                                      | 199                                                                      | 381                                                                      | 767                                                                      | 668                                                                      | 647                                                                      | 712                                                                      | 426                                                                      | 704                                                                      |
| Ik wens jou                                                              | *                                                                        | *                                                                        | *                                                                        | *                                                                        | *                                                                        | 11                                                                       | 12                                                                       | 16                                                                       | 32                                                                       | 35                                                                       | 45                                                                       | 28                                                                       | 11                                                                       | 15                                                                       |
| Living to love                                                           | *                                                                        | *                                                                        | *                                                                        | *                                                                        | *                                                                        | *                                                                        | *                                                                        | -                                                                        | -                                                                        | -                                                                        | 766                                                                      | 883                                                                      | 381                                                                      | 588                                                                      |
| Llename de Paz                                                           | *                                                                        | *                                                                        | *                                                                        | *                                                                        | 814                                                                      | -                                                                        | -                                                                        | -                                                                        | -                                                                        | -                                                                        | -                                                                        | -                                                                        | -                                                                        | -                                                                        |
| Mas De Ti                                                                | *                                                                        | 118                                                                      | 398                                                                      | 495                                                                      | 262                                                                      | 414                                                                      | 693                                                                      | 721                                                                      | 873                                                                      | 942                                                                      | 845                                                                      | 757                                                                      | 334                                                                      | 739                                                                      |
| May You Have                                                             | *                                                                        | *                                                                        | *                                                                        | 69                                                                       | 26                                                                       | 52                                                                       | 151                                                                      | 220                                                                      | 168                                                                      | 312                                                                      | 292                                                                      | 249                                                                      | -                                                                        | -                                                                        |
| Medley                                                                   | 34                                                                       | 795                                                                      | -                                                                        | -                                                                        | -                                                                        | -                                                                        | -                                                                        | -                                                                        | -                                                                        | -                                                                        | -                                                                        | -                                                                        | -                                                                        | -                                                                        |
| Mijn Herder                                                              | 698                                                                      | -                                                                        | -                                                                        | 169                                                                      | 202                                                                      | 252                                                                      | 373                                                                      | 477                                                                      | 559                                                                      | 628                                                                      | -                                                                        | -                                                                        | -                                                                        | -                                                                        |
| Peculiar People                                                          | *                                                                        | *                                                                        | *                                                                        | *                                                                        | *                                                                        | *                                                                        | *                                                                        | *                                                                        | *                                                                        | *                                                                        | *                                                                        | *                                                                        | 240                                                                      | 392                                                                      |
| Por Fe                                                                   | *                                                                        | -                                                                        | 258                                                                      | -                                                                        | -                                                                        | -                                                                        | -                                                                        | -                                                                        | -                                                                        | -                                                                        | -                                                                        | -                                                                        | -                                                                        | -                                                                        |
| Pueblos Todos                                                            | 232                                                                      | 555                                                                      | 886                                                                      | -                                                                        | -                                                                        | -                                                                        | -                                                                        | -                                                                        | -                                                                        | -                                                                        | -                                                                        | -                                                                        | -                                                                        | -                                                                        |
| Rise Again                                                               | *                                                                        | *                                                                        | *                                                                        | *                                                                        | *                                                                        | 889                                                                      | 43                                                                       | 108                                                                      | 220                                                                      | 217                                                                      | 340                                                                      | 144                                                                      | 109                                                                      | 266                                                                      |
| Show Me Love                                                             | *                                                                        | *                                                                        | *                                                                        | 379                                                                      | 318                                                                      | 457                                                                      | 738                                                                      | -                                                                        | -                                                                        | -                                                                        | -                                                                        | -                                                                        | -                                                                        | -                                                                        |
| Song Of Beauty (Ft. Susanna Fields)                                      | 752                                                                      | -                                                                        | -                                                                        | 616                                                                      | 713                                                                      | 789                                                                      | 980                                                                      | -                                                                        | 816                                                                      | 757                                                                      | 952                                                                      | -                                                                        | -                                                                        | 771                                                                      |
| Te Alabare                                                               | 398                                                                      | 232                                                                      | 688                                                                      | 556                                                                      | 598                                                                      | 575                                                                      | 519                                                                      | 843                                                                      | 670                                                                      | 843                                                                      | -                                                                        | -                                                                        | -                                                                        | -                                                                        |
| The Way That I Do                                                        | *                                                                        | *                                                                        | *                                                                        | *                                                                        | *                                                                        | 521                                                                      | 635                                                                      | 964                                                                      | 979                                                                      | 798                                                                      | -                                                                        | -                                                                        | -                                                                        | -                                                                        |
| Together We Believe                                                      | *                                                                        | *                                                                        | *                                                                        | *                                                                        | *                                                                        | *                                                                        | *                                                                        | *                                                                        | *                                                                        | *                                                                        | *                                                                        | *                                                                        | 622                                                                      | -                                                                        |
| To My Children                                                           | *                                                                        | -                                                                        | 741                                                                      | 431                                                                      | 363                                                                      | 364                                                                      | -                                                                        | -                                                                        | -                                                                        | -                                                                        | -                                                                        | -                                                                        | -                                                                        | -                                                                        |
| Trinity Street                                                           | *                                                                        | *                                                                        | *                                                                        | *                                                                        | *                                                                        | *                                                                        | *                                                                        | *                                                                        | *                                                                        | *                                                                        | *                                                                        | 456                                                                      | 467                                                                      | 915                                                                      |
| Unbreakable                                                              | *                                                                        | *                                                                        | *                                                                        | 12                                                                       | 114                                                                      | 208                                                                      | 255                                                                      | 278                                                                      | 271                                                                      | 155                                                                      | 415                                                                      | 323                                                                      | 206                                                                      | 419                                                                      |
| Watchman (live)                                                          | *                                                                        | *                                                                        | *                                                                        | *                                                                        | *                                                                        | *                                                                        | 417                                                                      | 593                                                                      | 428                                                                      | 422                                                                      | 681                                                                      | 586                                                                      | 530                                                                      | -                                                                        |
| We Are Born                                                              | *                                                                        | *                                                                        | *                                                                        | *                                                                        | *                                                                        | 728                                                                      | 569                                                                      | 667                                                                      | 317                                                                      | 370                                                                      | 524                                                                      | 403                                                                      | 500                                                                      | -                                                                        |

*=lied was in dit jaar nog niet uitgebracht

## Bandleden
- Elbert Smelt - zang, fluiten (waaronder tinwhistle, panfluit en quena), trompet, saxofoon
- Johan Smelt - gitaar, charango, zang
- Niek Smelt - drums, percussie, zang
- Bert Bos - basgitaar, contrabas, zang
- Sjoerd Visser - duclar, saxofoon
- Henk Doest - keyboard, hammondorgel, piano